# Floris Albertus van Jaarsveld
Floris Albertus van Jaarsveld (* 5. Juni 1922 auf der Farm Rooiwal bei Heidelberg, Transvaal; † 7. Januar 1995) war ein südafrikanischer Historiker.

## Leben
Nach der Matriculation an der Heidelberger Hoër Volkskool studierte das fünfte von sieben Kindern bäuerlicher Eltern an der University of Pretoria, wo er 1945 seinen MA über die Rolle des Veldkornets in der Geschichte der Südafrikanischen Republik bis 1870 abschloss. 1947 trat er in die Universität Groningen ein, wo er 1950 mit einer Studie über die Beziehungen zwischen der Südafrikanischen Republik und dem Oranje-Freistaat von 1836 bis 1864 promovierte. Nach seiner Rückkehr nach Südafrika lehrte Van Jaarsveld an verschiedenen High Schools, bevor er 1958 eine Seniordozentur an der University of South Africa annahm. 1967 wurde er Leiter der Geschichtsabteilung an der neu gegründeten Randse Afrikaanse Universiteit, die er 1973 verließ, um den Lehrstuhl für Geschichte an der Universität Pretoria anzunehmen. Ende 1985 schied er von dieser Universität aus.
1979 wurde Jaarsveld von dem Rechtsextremisten Eugène Terre’Blanche und 13 seiner Gesinnungsgenossen geteert und gefedert.

## Schriften (Auswahl)
- From Van Riebeeck to Vorster 1652–1974. An introduction to the history of the Republic of South Africa. Johannesburg 1975, ISBN 0-628-00778-7.
- Die evolusie van apartheid. En ander geskiedkundige opstelle. Kaapstad 1979, ISBN 0-624-01352-9.
- Van Stamvader Adriaan tot Ernst Jacobus van Jaarsveld, 1702–1986. 'N Stukkie familiegeskiedenis van onde. Pretoria 1987, ISBN 0-620-10813-4.
- Afrikanergeskiedskrywing. Verlede, hede en toekoms. Pretoria 1992, ISBN 0-628-03515-2.